# Koza domácí
Koza domácí (Capra aegagrus hircus) je menší domestikovaný přežvýkavec, patřící mezi nejstarší užitková zvířata, člověk ji chová bezmála 10 tisíc let. Dříve se předpokládalo, že koza domácí vznikla křížením více druhů divokých koz – zejména kozy bezoárové (Capra aegagrus) z jihozápadní Asie, kozy šrouborohé (Capra falconeri) z pohoří centrální Asie a vymřelé kozy keltské (Capra prisca) z jižní Evropy. Současné výzkumy však nasvědčují tomu, že jediným předkem kozy domácí je koza bezoárová, pouze u některých plemen se předpokládá i podíl kozy šrouborohé. Koza keltská není podle současných názorů divoké zvíře, ale domestikovaná koza neolitických zemědělců. V průběhu dějin bylo lidmi vyšlechtěno více než tři sta plemen koz, lišících se velikostí, tvarem těla, zbarvením i užitkovostí. Kozy žijí na všech kontinentech a osídlily pestrou škálu biotopů od vysokohorských oblastí až po pouště a tropické pralesy.

## Pojmenování a etymologie
Slovo „koza“ se vyskytuje ve všech slovanských jazycích, svým původem však není indoevropské. Patrně má původ v altajských jazycích a ke Slovanům se zřejmě dostalo od Hunů, Avarů či jiných stepních nomádů. Ve většině indoevropských jazyků se jména pro samici, samce a mládě odvozují od téhož kořene (rozdíl např. oproti ovci, skotu, koni, psu nebo praseti). V češtině se samice se nazývá koza, samec kozel, v jihozápadočeských nářečích také pukl či puk, ve východomoravských nářečích cap. Vykastrovaný kozel se označuje slovem hňup; hňup je méně agresivní, maso hňupů má slabší specifický zápach. Mládě se nazývá kůzle nebo kozle (v jihozápadních Čechách a části Moravy).

## Historie
Koza domácí je jeden z nejstarších domestikovaných druhů. Tisíce let byly kozy chovány pro mléko, maso, srst a kůži na všech světadílech kromě Antarktidy. V minulém století si získaly oblíbenost i jako domácí mazlíčci.
Kozy byly domestikovány v oblasti Mezopotámie, Malé Asie a indického subkontinentu přibližně 9000 let př. n. l., a okolo 8000 let př. n. l. v pohoří Zagros na západě Íránu. Neolitičtí zemědělci je chovali především pro maso, mléko a kůži, ceněn však byl také trus, který používali jako hnojivo i palivo, a kosti, rohy, srst a šlachy na oděvy a nástroje. Kozy domácí byly chovány ve stádech a putovaly po kopcích nebo jiných pastvinách s pasákem koz, což bylo často dítě nebo adolescent.
Ve starověkých civilizacích byla koza zasvěcena různým božstvům a velmi často sloužila jako obětní zvíře. S kozami byli spojováni např. starořečtí bohové Dionýsos a Pan nebo germánský Thór, ale také někteří démoni, jako byl u Izraelitů Azazel, jemuž o svátku Jom kipur obětovali kozla, symbolicky obtíženého hříchy lidského společenství. Připomínkou oběti kozla, konané při zimním slunovratu Germány, je slaměný jule kozlík, používaný ve Skandinávii jako součást vánoční výzdoby. Ve středověku se stal kozel symbolem Ďábla, který začal být zobrazován s kozími rohy a bradkou. Věřilo se, že ďábel v podobě kozla na sabatu obcuje s čarodějnicemi a jméno hircus nocturnus (noční kozel) se stalo epitetem Ďábla. Někde (např. ve Skotsku) se věřilo, že čarodějnice létají na sabat na kozlu (místo obvyklejšího koštěte).
V Českých zemích se kozy chovaly už v době bronzové, později je chovali Keltové, Germáni i Slované, ale ve středověku měl chov koz jen malý význam. Na českém venkově chovali kozy většinou jen chudí vesničané – chalupníci a domkáři, kteří si nemohli dovolit živit krávu. Proto se také koze říkalo „kravička chudých“. Později, v 2. pol. 19. a počátkem 20. stol. chovali kozy i dělníci a horníci v okolí Kladna či Ostravy. Užitkem bylo mléko, přebytečná kůzlata majitelé prodali nebo sami snědli, maso dospělých koz příliš oblíbené nikdy nebylo. Místy, např. na Hané, chovali kozy i bohatí sedláci, ale jen proto, aby jejich mlékem krmili prasata (ta po kozím mléku rychleji rostla, byla odolnější a snad měla i jemnější maso). Za chov koz se však sedláci styděli a dokonce ho tajili před úřady.
Podivným zvykem bylo shazování kozla, doložené v 16.–19. stol. (dosud se provádí na některých místech ve Španělsku). Na den sv. Jakuba vesničané vyvedli kozla na kostelní věž a shodili ho dolů. Pokud se kozel při pádu zabil, bylo to pokládáno za dobré znamení a jeho krev měla mít léčivé účinky.
Kozy vystupují také v mnoha pohádkách, říkadlech nebo lidových písních. Např. pohádka o vlkovi a kůzlátkách je rozšířená v mnoha oblastech Evropy a Asie. Koza je hlavní postavou českých animovaných filmů Kozí příběh - Pověsti staré Prahy a Kozí příběh se sýrem.
Chov koz na území dnešní České republiky byl velmi omezen kolektivizací. V první etapě kolektivizace od roku 1949 se měly společným způsobem ve družstvech chovat úplně všechna zvířata chovaná na venkově včetně koz. Brzy ale byl chov koz z družstevního chovu zase vyjmut, takže zemědělci mohli zase kozy chovat soukromě. To už ale koza ztratila svůj status živitele chudých rodin, byla na venkově chována spíš ze setrvačnosti staršími lidmi a důchodci nebo jen jako doplněk hospodářství a jako levný zdroj mléka pro výkrm jiných domácích zvířat. Počet chovaných koz se tak postupně snižoval s úbytkem těch starších či zemědělských důchodců. Po roce cca 1975 se úbytek koz zastavil s rozvojem domácího zahrádkářství a chovatelství, kdy se začaly kozy vedle ovcí využívat  jako "živé sekačky" trávníků a pro zužitkování  některých zelených odpadů.
Znovu se rozvinul až v 90. letech, v souvislosti s rostoucí poptávkou po kozích produktech, zejména sýrech. Kozy se u nás chovají na specializovaných farmách pro mléko i maso. Kozí produkty jsou ale dosud hodně drahé, a proto je jejich spotřeba omezená. Zakrslá plemena koz se pro svou hravost a inteligenci někdy chovají jako domácí mazlíčci. Nutností je výběh na zahradu a možnost ustájení, chovat kozu v bytě však není možné.
V roce 2000 byla Koza domácí zahrnuta do seznamu 100 nejhorších invazních druhů světa.

## Užitek
V Evropě se kozy chovají nejčastěji pro mléko, případně maso. Kozí mléko je prospěšné zdraví, má vyšší obsah tuku a nižší obsah laktózy než mléko kravské. Čerstvé kozí mléko má charakteristický kozí pach, který je mnoha konzumentům nepříjemný. Intenzita pachu závisí na plemeni kozy, způsobu ustájení i krmení. Je oblíbené hlavně ve Středomoří na Středním východě a v severní Africe. Z kozího mléka se vyrábí výtečné sýry, jogurty i tvaroh, osvěžujícím nápojem je kozí mléko kysané. Dojivost jednotlivých plemen koz, nejvyšší dojivost, 700–1100 l mléka ročně má anglonúbíjská koza, sánská koza nebo ušlechtilá bílá koza.
Kozí a kůzlečí maso je rovněž oblíbeno hlavně v jihovýchodní Evropě a na Středním východě, uplatňuje se také v indické kuchyni, v Africe, karibské oblasti a v Jižní Americe. Kozí maso je málo tučné, ale poměrně tuhé a má osobitý pach, podobně jako kozí mléko. Jateční výtěžnost je u většiny kozích plemen nízká (pod 50 % živé váhy). Za nejlepší masné plemeno se pokládá búrská koza. Oblíbené je hlavně maso mladých kůzlat, které se chutí podobá jehněčímu, je však méně tučné. Pokud jde o dospělé kozy, pro masnou produkci se hodí hlavně kastrovaní kozli (hňupové), jejichž maso má slabší specifický pach.
Kozí kůže (zvaná kozinka) je jemná, pružná a přitom pevná. Proslula jako materiál na výrobu rukaviček a jemné dámské obuvi. Velmi kvalitní useň z kozí kůže (později i ovčí nebo telecí), původně ze Severní Afriky a Malé Asie, se nazývá  safián (podle marockého města Safi) nebo marokán (případně i další varianty jako saffiano, šagrén, nebo marokén). Ve Středomoří a Asii je používána pro výrobu měchů na uchování vody a vína. Ve starověku a středověku byla používána k výrobě pergamenu.
Podobně jako u ovcí existují i u koz kožešinová a kožichová plemena. Kožešinové kozy poskytují jemné kožešiny (obvykle z kůzlat), patří k nim např. jihoamerická plemena marote a moxoto. Kožichová plemena jsou chována hlavně v Tibetu a Centrální Asii, kde se z jejich kožešin vyrábí součásti tradičního oděvu.
Pro vlnu se chovají jen dvě kozí plemena – koza angorská a koza kašmírová. Vlna angorské kozy je známa jako mohér, vlna kozy kašmírové jako kašmír nebo pašmína a patří mezi nejjemnější živočišná vlákna, využívaná k textilnímu zpracování.

## Vzhled

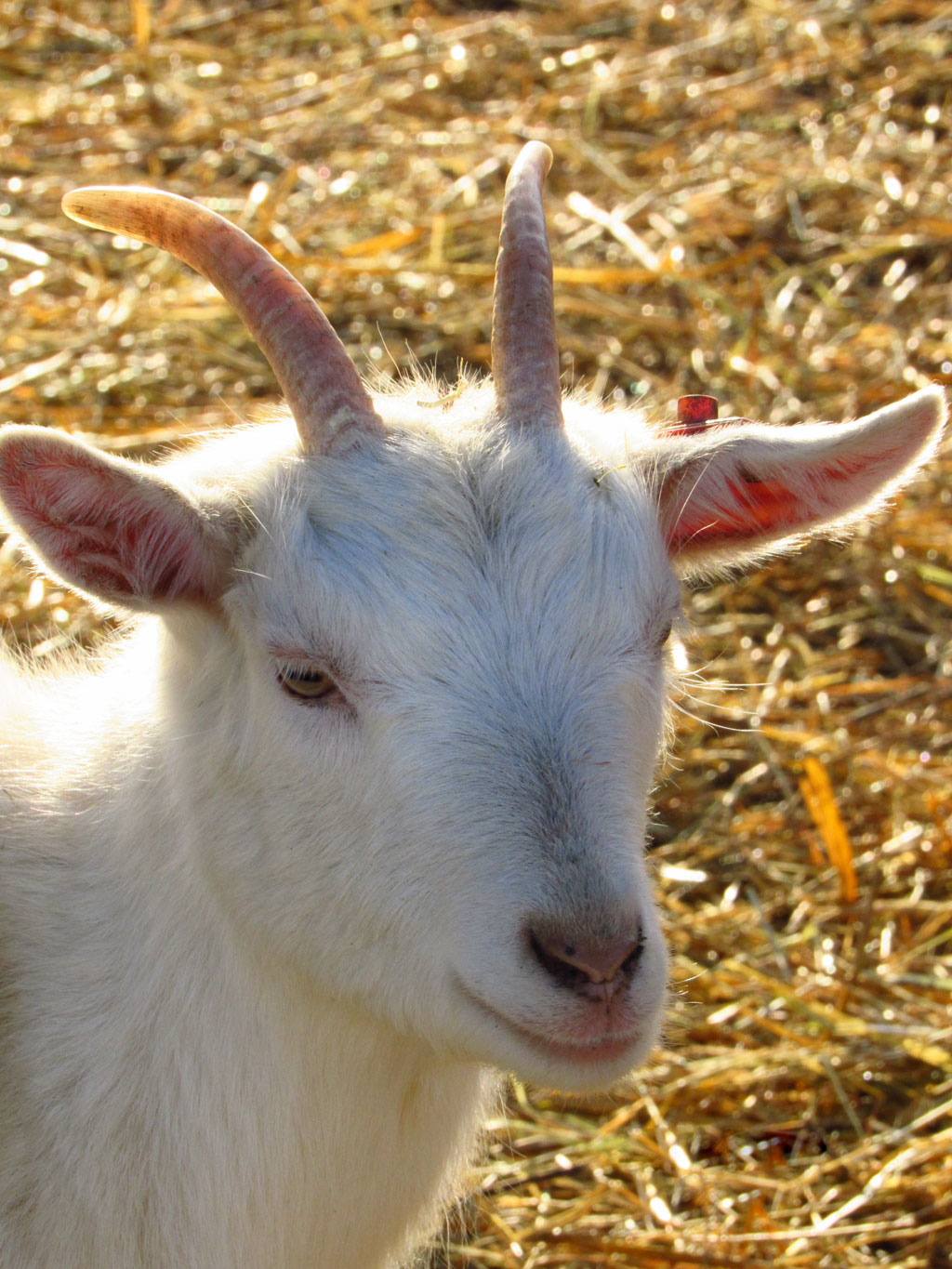
Koza domácí v Zoo Tábor

Jednotlivá plemena koz se od sebe odlišují velikostí, zbarvením, strukturou srsti, tvarem (či přítomností) rohů, ale i tělesným rámcem. Hmotnost domácích koz dosahuje od 15 kg (kamerunská koza) po 100 kg (burská koza), výška v kohoutku se pohybuje od 24 cm do 99 cm. Většina koz má poměrně štíhlé tělo na vysokých nohách, štíhlý krk a malou hlavu. Pouze kamerunská koza a příbuzná zakrslá plemena z Afriky mají nízké nohy a objemné, podsadité tělo (achondroplastická zakrslost). Tvar hlavy je u evropských plemen většinou zašpičatělý, s rovným profilem, naproti tomu kozy z Afriky a Blízkého východu mají těžší, klabonosé hlavy. Rozdíly jsou i ve tvaru uší, plemena z Evropy a horských oblastí Asie mají malé, zašpičatělé, kolmo stojící boltce, zatímco kozí plemena tropů a subtropů mají boltce převislé a mimořádně dlouhé (např. burská koza, anglonúbíjská koza, mamberská koza, jamnapari). Na krku či pod bradou se nachází u většiny kozích plemen bradka, která je u kozla nápadnější než u kozy, a také dva bradavčité útvary nazývané zvonečky. Většina koz má 4 rohy různých tvarů a velikostí v závislosti na plemeni. Nejobvyklejší jsou tři tvary rohů: šavlovitě zahnuté, lyrovité nebo spirálovitě stočené. Rohy jsou vesměs více vyvinuté u kozlů než u koz, u bezrohých (např. sánská koza, appenzelská koza) rohy chybí. Výjimečně mohou mít až osm rohů, ale jedná se o zděděnou genetickou vzácnost. Rohy se skládají z živé kosti obklopené rohovinovým pouzdrem. Kozy je používají k obraně proti nepřátelům a při vzájemných soubojích.
Podle struktury srsti se kozy dělí na krátkosrsté (např. sánská koza, hnědá krátkosrstá koza, kamerunská koza, anglonúbijská koza), dlouhosrsté s hrubou srstí (např. girgentánská koza, holandská koza, appenzelská koza) a dlouhosrsté s jemnou srstí (angorská koza, kašmírová koza).
Zbarvení koz může být divoké (tzv. srnčí), tj. světle hnědé s černým "úhořím" pruhem na hřbetě, připomínající kozu bezoárovou – (např. hnědá krátkosrstá koza, harzká koza, karpatská koza, kamzičí koza), černé (např. bengálská černá koza, kamerunská koza), bílé (např. sánská koza, angorská koza), krémové či světle šedé (kašmírová koza, jamnapari) nebo strakaté (černobílé, hnědobílé, šedobílé) s typickou kresbou (wallisnerská černokrká koza, burská koza, paví koza, malá východoafrická koza).

## Domestikace
Koza domácí je pravděpodobně polyfyletického původu (pochází z více divokých předků). Hlavní podíl má nepochybně koza bezoárová, zatímco koza šrouborohá mohla být předkem některých asijských plemen a jednoho plemene ze Sicílie. Platnost druhu Capra prisca je v současné[kdy?] době zpochybňována, neboť se zřejmě jedná o domácí kozu neolitických obyvatel Středomoří.
| Divoký předek                              | Výskyt předka                        | Plemena koz |
| ------------------------------------------ | ------------------------------------ | --- |
| koza bezoárová (Capra aegagrus)            | jižní Evropa, západní a střední Asie | plemena koz střední, severní a východní Evropy, např. Sánská koza a další švýcarská plemena, karpatská koza, česká krátkosrstá koza, harzká koza, schwarzwaldská koza, paví koza a další plemena s šavlovitě zahnutými rohy. |
| koza šrouborohá, markhur (Capra falconeri) | hory západního Himálaje              | patrně středoasijská kašmírová plemena koz, snad i koza girgentská ze Sicílie a některá plemena Kavkazu. |
| † koza keltská (Capra prisca)              | jižní Evropa                         | plemena koz jižní Evropy (koza neapolská, koza albánská, koza španělská), střední Evropy (Walliská koza), afrického kontinentu (koza egyptská, koza thébská, koza kamerunská), Malé Asie (koza angorská) a další plemena se stočenými nebo lyrovitými rohy. V současné době platnost druhu zpochybňována (domnělá koza keltská byla již domestikovaná koza) a za předky těchto plemen se pokládá koza bezoárová. |

## Chov
Koza domácí pohlavně dospívá ve stáří půl roku, ale v chovu by se neměla používat zvířata mladší než 15 měsíců. K období říje dochází dvakrát do roka. Samice v říji se prská, ozývá se hlasitým mečením a kývá ocáskem ze strany na stranu – popsáno v lidové písni "Když se kozy prskaly, ocasama mrskaly" (zpívá se na melodii "Když jsem husy pásala, zimou jsem se třásala"). Březost koz trvá 150 dní. Gravidní samice se označuje pojmem březí nebo skotná. Potrat (událost) se nazývá zmetání. Potracený plod se nazývá zmetek. Mladé kozy po prvním oplodnění (prvničky) rodí většinou jen jedno kůzle, v následujících vrzích bývají obvykle dvě mláďata, trojčata nejsou u koz ničím výjimečným, čtyřčata se vyskytují vzácně a mláďata bývají v takovém případě zpravidla velmi malá a slabá. Koza je plodná až do věku 10 let, poté rychle stárne. Domácí koza se může dožít 12–15 let, v posledních letech však už nedává žádný užitek a mívá často i zdravotní problémy.
Kozy se chovají vesměs extenzívním způsobem. Buďto individuálně (pastva přivázaných koz), nebo ve stádech, někdy i společně s ovcemi. V zimním období nebo za nepříznivého počasí je vhodné kozy chovat pod střechou – v chlévě. Kozy se živí téměř jakoukoli rostlinnou potravou od trávy až po listy a kůru stromů. Proto představují vysazené kozy vážnou ekologickou hrozbu na mnoha místech světa, zejména na ostrovech (Galapágy, Ostrov Sv. Heleny, Nový Zéland aj), kde dokázaly na některých místech takřka zničit vegetaci. Je zajímavé, že koza může v malém množství požírat i jedovaté rostliny, které škodí např. ovcím nebo koním.